# Червенокоремна катерица
Червенокоремната катерица (Callosciurus erythraeus) е вид бозайник от семейство Катерицови (Sciuridae).

## Разпространение
Видът е разпространен в Бангладеш, Виетнам, Индия, Камбоджа, Китай, Лаос, Малайзия, Мианмар, Провинции в КНР, Тайван и Тайланд.